# Alice in Murderland
Alice in Murderland (jap. 架刑のアリス, Kakei no Alice) ist eine Mangaserie von Kaori Yuki, die 2014 bis 2018 in Japan erschien. Das Werk ist in die Genres Shōjo und Action einzuordnen und wurde in mehrere Sprachen übersetzt.

## Inhalt
Stella Kuonji lebt mit ihren acht Geschwistern als Adoptivtochter bei der reichen Familie Kuonji, wo sie ihrer Mutter Olga zu Gehorsam verpflichtet ist. Monatlich müssen sie zu einer Teeparty erscheinen und sich dabei von nichts aufhalten lassen. Eines Monats jedoch sollen sie in Kostüm und mit einem Begleiter erscheinen. Stella kommt mit ihrem Bruder Zeno und in einer Hausmädchenuniform. Olga stellt dann ihre Adoptivkinder bei der Party vor eine neue Aufgabe: Um die Tradition der Familie fortzuführen, müssen die Geschwister gegeneinander kämpfen und umbringen. Der Sieger soll alleiniger Erbe des Vermögens werden. Alle Begleiter, so auch Zeno, werden vom Vater angeschossen und die Kinder fallen in eine fantastische Welt, in der sie ihre übernatürlichen Fähigkeiten entdecken und gegeneinander einsetzen. Stella will den Kampf beenden und Zeno retten, in den sie sich verliebt hat, und beschließt dazu Olga zu töten.

## Veröffentlichung
Die Serie erschien zunächst ab Januar 2014 in Einzelkapiteln im Magazin Aria beim Verlag Kodansha. Als das Magazin im April 2018 eingestellt wurde, erschienen die letzten Kapitel bis zum Abschluss des Mangas im September 2018 im Shonen Magazine Edge. Die Kapitel wurden auch gesammelt in elf Bänden herausgebracht.
Eine deutsche Übersetzung der Serie erschien von Februar 2016 bis Februar 2020 bei Carlsen Manga. Eine französische Fassung erschien bei Pika Édition, eine englische bei Yen Press und eine chinesische bei Tong Li Publishing.